# Club français

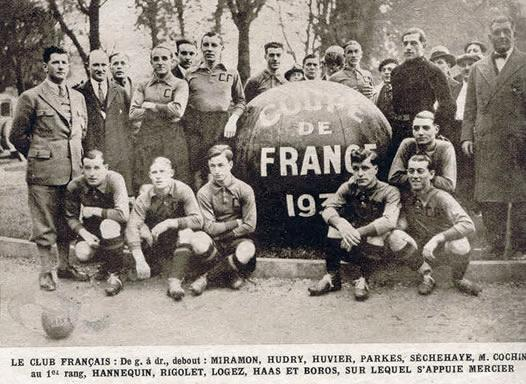
Selectie van 1931

Club français is een voetbalclub uit de Franse hoofdstad Parijs. De club werd op 13 september 1892 gesticht. 
De club sloot zich aan bij de tot dan toe enige voetbalbond (USFSA). Bij het eerste kampioenschap in 1894 verloor de club in de halve finale van de White-Rovers die op hun beurt verloren van Standard AC Paris. Twee jaar later slaagde de club er wel in kampioen te worden. Ook in 1896 ging de club naar België en versloeg daar Antwerp FC en Sporting Club Brussel.
In 1899 was de club opnieuw kampioen van Parijs, maar weigerde het de finale om de Franse landstitel te spelen tegen Le Havre AC. In 1900 trad de club aan als de Franse vertegenwoordiger bij de Olympische Spelen in Parijs, aangevuld met enkele spelers van Racing Club de France. 
Na de stichting van de Franse voetbalbond FFF in 1919 werd de club nog twee keer kampioen van Parijs, in 1929 en 1930. Een jaar later werd de Franse beker binnen gehaald. 
De huidige Franse competitie werd in 1932 gesticht met 20 teams die in het beginjaar in twee groepen van tien verdeeld werden. Club français eindigde als achtste, maar omdat er het jaar daarop een klasse kwam met veertien teams degradeerde de club. Een jaar later stopte de club met profvoetbal.

## Erelijst
- Kampioen USFSA in 1896
- Kampioen van Parijs in 1896, 1899, 1900, 1918 (USFSA) / 1929, 1930 (FFF)
- Coupe de France winnaar in 1931
- Coupe Manier winnaar in 1897, 1898, 1899, 1900, 1901, 1903; finalist in 1909
- Coupe Sheriff Dewar winnaar in 1900

## Bekende (oud-)spelers
- Fernand Canelle
- Frank Séchehaye